# Arabian Coast

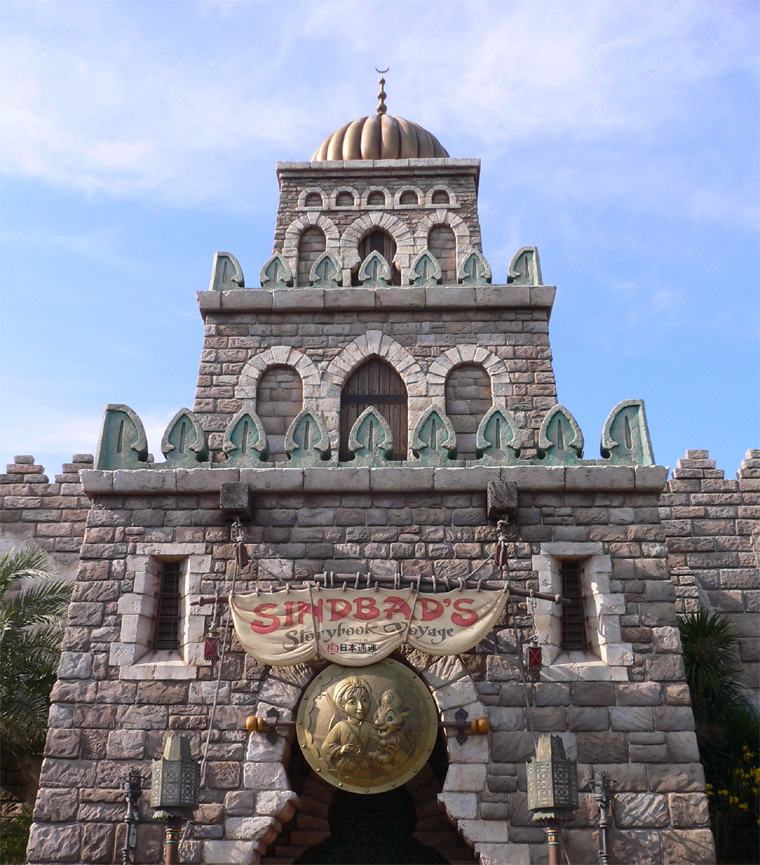
De ingang van Sinbad's Storybook Voyage

De Arabain Coast is een port-of-call (Nederlands: aanleghaven) van het attractiepark Tokyo DisneySea in het Tokyo Disney Resort in Urayasu en werd geopend op 4 september 2001, tezamen met de rest van het park. Het parkdeel heeft een zekere samenhang met de film Aladdin.

## Beschrijving
De Arabian Coast moet een exotische, Arabische haven voorstellen, waarin de wereld van de film Aladdin en de sprookjes van Duizend-en-één-nacht gecombineerd worden. De architectuur en de sfeer in het gebied zijn daarom geïnspireerd op die van het Midden-Oosten en India.
In het themagebied zijn enkele kleinschalige attracties te vinden, zoals Jasmine's Flying Carpets en de Caravan Carousel. Ook is er een wat grotere attractie te vinden, de darkride Sinbad's Storybook Voyage. Tevens is er een theater aanwezig, het The Magic Lamp Theater. Naast de attracties zijn er in het gebied ook enkele eetgelegenheden en winkeltjes te vinden.
In het gebied lopen regelmatig figuren rond uit de film Aladdin.

## Faciliteiten

### Attracties
- Jasmine's Flying Carpets
- Caravan Carousel
- Sinbad's Storybook Voyage

### Entertainment
- The Magic Lamp Theater
- Ontmoetingen met figuren uit de film Aladdin

### Eetgelegenheden
- Casbah Food Court
- Sultan's Oasis
- Open Sesame

### Winkels
- Agrabah Marketplace
- Abu's Bazar

## Trivia
- De Arabian Coast is het derde gebied in een Disney-park dat gethematiseerd is naar de stad Agrabah, uit de film Aladdin. Het eerste gebied was te vinden in de Adventureland Bazar in het Disneyland Park in Parijs. Het tweede in het Magic Kingdom, te vinden rondom de attractie The Magic Carpets of Aladdin.